# Huygens (krater)
För andra betydelser, se Huygens (olika betydelser).
Huygens är en nedslagskrater på planeten Mars namngiven efter den nederländske vetenskapsman Christiaan Huygens.
Kratern har en diameter på ungefär 467 km.